# Олицеридин
Олицеридин — лекарственный препарат, синтетический опиоидный анальгетик (IV).. Одобрен для применения: США (2020). 

## Механизм действия
Агонист μ-опиоидных рецепторов.Его обезболивающий эффект начинается уже через пару минут после введения.

### Фармакодинамика
В исследованиях в клеточной культуре (in vitro) олицеридин вызывает надежную передачу сигналов G-белка с активностью и эффективностью, аналогичной действию морфина, но с меньшим привлечением β-аррестина 2 и интернализацией рецептора. Однако в недавних отчетах подчеркивается, что это может быть связано с его низкой внутренней эффективностью, а не с функциональной селективностью или «предвзятостью G-белка, как первоначально сообщалось.

## Показания
Используется для лечения умеренной и сильной острой боли у взрослых; его вводят внутривенно. Допускается применение в больницах или других контролируемых клинических учреждениях; не предназначен для домашнего использования. Максимальная рекомендуемая суточная доза составляет 27 миллиграммов.

## Побочные эффекты
Наиболее частые побочные эффекты включают тошноту, рвоту, головокружение, головную боль, запор, кожный зуд и низкий уровень кислорода в крови.  Продолжительное употребление опиоидных анальгетиков во время беременности может привести к синдрому отмены опиоидов у новорожденных. 
Существует опасность развития зависимости и злоупотребления; жизнеугрожающее угнетение дыхательного центра вплоть до полной остановки дыхания; неонатальный синдром отмены опиоидов; и риски от одновременного приема с бензодиазепинами или другими депрессантами центральной нервной системы. 
Специальных исследований по безопасности применения олицеридина в период грудного вскармливания не проведено. Неизвестно, выделяется ли олицеридин в молоко лактирующих животных. Риск для грудного ребёнка не может быть исключён. В период кормления грудью ребёнка препарат должен применяться только в случае безусловной необходимости.

## Противопоказания
Олицеридин не следует назначать лицам:
- с выраженными признаками угнетения дыхания;
- с острой или тяжелой бронхиальной астмой в неконтролируемых условиях или при отсутствии реанимационного оборудования;
- с заведомо известной или предполагаемой желудочно-кишечная непроходимостью;
- с заведомо известной гиперчувствительностью к лекарству.

## Исторические замечания
Третья фаза клинических испытаний была проведена в 2017 году.
В контролируемых и открытых исследованиях олицеридин лечили 1535 участников с острой болью от умеренной до тяжелой. Его безопасность и эффективность были установлены путем сравнения олицеридина с плацебо в рандомизированных контролируемых исследованиях участников, перенесших операцию на косточке или абдоминальную операцию. Участники, которым вводили олицеридин, сообщили об уменьшении боли по сравнению с плацебо в утверждённых дозах.
Управление по санитарному надзору за качеством пищевых продуктов и медикаментов США (FDA) одобрило олицеридин на основании данных трех клинических испытаний (испытание 1/NCT02815709, испытание 2/NCT02820324 и испытание 3) с участием 1558 участников в возрасте от 18 до 89 лет, которые нуждались в обезболивающих. Испытания проводились в 53 центрах США. Чтобы оценить преимущества олицеридина, участники использовали числовую шкалу, чтобы оценить, насколько сильной была боль после операции. Баллы участников, получавших олицеридин, сравнивались с баллами участников, получавших плацебо, и тех, кто получал морфин.
В августе 2020 г. в США олицеридин был одобрен для медицинского применения. FDA предоставило разрешение на использование олицеридина компании Trevena Inc., которая продаёт его под торговой маркой Олинвик (Olinvyk).
Вместе с тем, было также показано, что как опиоидные, так и неопиоидные анальгетики не способны обеспечить всесторонний контроль болевого синдрома; результаты исследования показали, что опиоиды не лучше справляются с уменьшением выраженности мышечно-суставной боли, чем неопиоидные анальгетики.